# フォー・ザ・ボーイズ
『フォー・ザ・ボーイズ』（原題：For the Boys）は、1991年制作のアメリカ合衆国の映画。
第二次世界大戦、朝鮮戦争、ベトナム戦争で軍の慰問活動のトップ・スターとして活躍した男女エンターテイナー・コンビの波乱万丈の人生を描いた作品。
ベット・ミドラー（兼・製作）、ジェームズ・カーンが出演。ミドラーは第49回ゴールデングローブ賞主演女優賞 (ミュージカル・コメディ部門)を受賞した。

## キャスト
| 役名             | 俳優                     | 日本語吹替 |
| ---------------- | ------------------------ | ---------- |
| ディクシー       | ベット・ミドラー         | 藤田淑子   |
| エディ           | ジェームズ・カーン       | 羽佐間道夫 |
| アート           | ジョージ・シーガル       | 阪脩       |
| シェパード       | パトリック・オニール     | 有本欽隆   |
| ダニー           | クリストファー・ライデル | 辻谷耕史   |
| 少年時代のダニー | ブランドン・コール       | 冬馬由美   |
| ジェフ           | アリー・グロス           | 牛山茂     |
| サム             | ノーマン・フェル         | 大木民夫   |
| ルアナ           | ローズマリー・マーフィ   | さとうあい |

吹替その他、山田礼子、小島敏彦、島香裕、中村秀利、星野充昭、江森浩子、沢木郁也、辻親八、掛川裕彦、滝雅也、丸山みゆき

## 備考
本作の公開後、実際に軍の慰問活動で名を上げていたマーサ・レイが、ミドラー扮する主人公は自分の経験談を無断引用したものだとして、ミドラーと映画プロデューサーを告訴したが、マーサ側の敗訴に終わった。